# Liste der Baudenkmale in Fuhlendorf (Vorpommern)
In der Liste der Baudenkmale in Fuhlendorf (Vorpommern) sind alle Baudenkmale der Gemeinde Fuhlendorf im Landkreis Vorpommern-Rügen und ihrer Ortsteile aufgelistet. Grundlage ist die Veröffentlichung der Denkmalliste des Landkreises Vorpommern-Rügen, Auszug aus der Kreisdenkmalliste vom Juli 2012.

## Fuhlendorf
| ID            | Lage                        | Bezeichnung              | Beschreibung | Bild |
| ------------- | --------------------------- | ------------------------ | ------------ | ---- |
| 347 Wikidata  | Dorfstraße/Am Brink (Karte) | Kriegerdenkmal 1914/1918 |              |      |
| 1359 Wikidata | Hafenstraße 8 (Karte)       | Wohnhaus                 |              |      |

## Bodstedt
| ID           | Lage                        | Bezeichnung           | Beschreibung      | Bild           |
| ------------ | --------------------------- | --------------------- | ----------------- | -------------- |
| 189 Wikidata | Damm 29 (Karte)             | Wohnhaus              |                   |                |
| 188 Wikidata | Damm 31 (Karte)             | Wohnhaus              |                   |                |
| 192 Wikidata | Danckwardtstraße 25 (Karte) | Kirche                | St.-Ewalds-Kirche | Weitere Bilder |
| 190 Wikidata | Danckwardtstraße 27 (Karte) | Pfarrhaus mit Scheune |                   |                |
| 191 Wikidata | Kirchsteig 21 (Karte)       | Wohnhaus              |                   |                |

## Michaelsdorf
| ID           | Lage                   | Bezeichnung          | Beschreibung | Bild |
| ------------ | ---------------------- | -------------------- | ------------ | ---- |
| 599 Wikidata | Drift 9 (Karte)        | Wohnhaus mit Scheune |              |      |
| 602 Wikidata | Neue Straße 12 (Karte) | Wohnhaus             |              |      |
| 600 Wikidata | Neue Straße 19 (Karte) | Wohnhaus             |              |      |
| 601 Wikidata | Neue Straße 21 (Karte) | Wohnhaus             |              |      |

## Quelle
- Denkmalliste des Landkreises Vorpommern-Rügen